# Leea magnifolia
Leea magnifolia är en vinväxtart som beskrevs av Merrill. Leea magnifolia ingår i släktet Leea och familjen vinväxter. Inga underarter finns listade i Catalogue of Life.